# ダヴィド・ネレス・カンポス
ダヴィド・ネレス・カンポス（David Neres Campos, 1997年3月3日 - ）は、ブラジル・サンパウロ州サンパウロ出身のサッカー選手。SSCナポリ所属。ポジションはMF、FW。
名前について、本人は「デイヴィジ・ネリス」と発音している。

## 経歴
地元クラブ、サンパウロFCのユースアカデミーに10歳で入団。2016年2月、U-20コパ・リベルタドーレスに出場し優勝に導いた。10月17日、フルミネンセFC戦でトップチームデビューを果たした。5日後、AAポンチ・プレッタ戦で初ゴールを記録した。
2017年1月30日、オランダのアヤックス・アムステルダムに移籍した。移籍金はオランダのクラブが国外から獲得した選手としてはこの時点で史上最高額の1200万ユーロ超と報じられたが、本人は後に「僕はサン･パウロに残ってクラブの歴史を記したかったけど、ユース代表で離れている間に売られてしまった」と移籍を望んでいなかったことを告白している。
2020-21シーズン、KNVBカップ決勝のフィテッセ戦では決勝ゴールを挙げて優勝をもたらし、リーグも制し、2冠を獲得した。
しかし負傷による離脱などの影響もあり、2021-22シーズンにはアントニーやベルフハイス、タディッチとのポジション争いに敗れて出場機会を減らした。
2022年1月14日、FCシャフタール・ドネツクと2026年12月31日までの契約を結んだが、ロシアのウクライナ侵攻によってプレーすることができず、同年6月20日、SLベンフィカへの移籍が発表された。契約は2027年6月30日まで。
2024年8月21日、SSCナポリに移籍した。

## 代表歴
ブラジル代表として各年代でプレーし、2017年には南米ユース選手権に出場した。
2019年3月26日、チェコとの親善試合でA代表デビュー。同年6月10日のホンジュラスとの親善試合で代表初得点を挙げた。

## タイトル

### クラブ
アヤックス・アムステルダム
- KNVBカップ 2018-19, 2020-21
- エールディヴィジ 2018-19, 2020-21

ナポリ
- セリエA 2024-25

### 代表
ブラジル代表
- コパ・アメリカ：1回 (2019)